# Crameria abyssinica
Crameria abyssinica là một loài bướm đêm trong họ Noctuidae.